# Буддизм и теософия

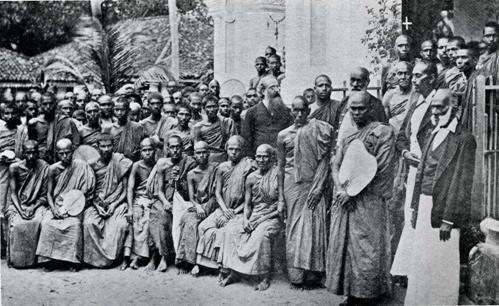
Полковник Олкотт и буддийские монахи. Коломбо, 1883.

Современная теософия некоторые концепции и термины позаимствовала из буддизма. Теософское Общество стало организацией, взявшей на себя в 1875 году ответственность за ознакомление с учением Будды (по крайней мере, как его понимали теософы) многочисленной публики Европы и Америки. Опубликованный в 1881 году «Буддийский катехизис» президента-основателя Теософского Общества Г. С. Олкотта был одобрен ланкийскими учёными монахами.

## Теософы-буддисты и теософы-буддологи

### Основатели Теософского Общества
25 мая 1880 года Г. С. Олкотт и Е. П. Блаватская, стоя на коленях перед статуей Будды в присутствии буддийских священнослужителей храма в Галле, прошли обряд принятия буддийской веры, получив Три Драгоценности и взяв Пять Обетов. Олкотт и Блаватская (ранее получившая американское гражданство) стали первыми американцами, перешедшими в буддизм в его традиционном понимании.
В буддологии сложилось представление, что «теософобуддисты» были предшественниками всех следующих западных, или, как их стали называть, «белых» буддистов. К тому же они рационализировали буддизм и, стремясь очистить учение, удалили из него элементы народного «суеверия». Кроме этого, они пытались отождествить буддизм с эзотерической доктриной, рассматривая Господа Будду как «Учителя-адепта». И, наконец, они считали своим долгом оказание помощи и политической поддержки угнетённым сингальским буддистам.
Как президент Теософского Общества Олкотт положил начало возрождению буддизма на Шри-Ланке: Теософское Общество основало здесь более двухсот буддийских школ и несколько колледжей, наиболее известные из них — Махинда Колледж, Ананда Колледж, Дхармараджа Колледж, Малиядэва Колледж. Он объединил разные секты Шри-Ланки в буддийскую секцию Теософского Общества (1880); 12 сект Японии — в объединённый комитет по распространению буддизма (1889); буддистов Бирмы, Таиланда и Шри-Ланки — в Собрание Южных Буддистов (1891). И, в заключение, в 1891 году Северный и Южный буддизм были воссоединены через подписание четырнадцати Положений Буддизма.

### Анагарика Дхармапала
Важной частью работы Олкотта на Цейлоне стало шефство над юным буддистом Доном Дэвидом Хевавитхараной, взявшим себе впоследствии имя Анагарика Дхармапала.
Анагарика Дхармапала, основатель Общества Махабодхи, национальный герой Шри-Ланки, был одной из главных фигур в движении за возрождение буддизма на Цейлоне в период британского колониального владычества. В декабре 1884 года Е. П. Блаватская, сопровождаемая Ч. У. Ледбитером и ещё двумя теософами, прибыла на Цейлон. Ледбитер, следуя примеру руководителей Теософского Общества, официально стал буддистом, не отказываясь от христианства (он был английским священником). Дон Дэвид присоединился к команде Блаватской, чтобы плыть в Индию.
По прибытии в Индию Дхармапала как член Теософского Общества работал с Блаватской и Олкоттом. Они посоветовали ему посвятить себя служению «на благо человечества» и приступить к изучению пали и буддийской философии. Сангхаракшита писал, что в свои 20 лет Дхармапала был в равной степени увлечён и буддизмом, и теософией.
После возвращения из Индии Дхармапала работал в Коломбо генеральным секретарём буддийской секции Теософского Общества, руководил буддийской прессой. В 1886 году он был переводчиком, когда вместе с Олкоттом и Ледбитером совершал лекционный тур по острову. Он помогал Олкотту в его работе по организации буддийских школ. Когда Олкотт поручил Ледбитеру подготовить сокращённый вариант «Буддийского катехизиса», Дхармапала взялся перевести его на сингальский. Работа Дхармапалы и теософов способствовала возрождению буддизма в Шри-Ланке и других странах Южного буддизма.
Ледбитер инициировал организацию в различных районах Коломбо большого количества буддийских воскресных школ. Он основал также английскую школу, ставшую впоследствии известной как Ананда Колледж (одно из наиболее знаменитых учебных заведений Цейлона). Среди учеников этой школы был молодой буддист Ч. Джинараджадаса, который позднее занимал пост (четвёртого) президента Теософского Общества (со штаб-квартирой в Адьяре).
В 1893 году Дхармапала отправился на Запад, сначала в Англию, а затем в Чикаго, где он представлял буддизм на Всемирном парламенте религий. Хотя ему было только 29 лет, он был самым знаменитым представителем буддизма в парламенте. На конференции он сделал несколько выступлений по трём основным темам. Во-первых, он сказал, что буддизм является религией, прекрасно согласующейся с современной наукой, потому что буддийские учения полностью совместимы с доктриной эволюции. Он изложил буддийскую идею о том, что космос есть последовательный процесс развёртывания в соответствии с законами природы. Во-вторых, Дхармапала заявил, что в этике буддизма значительно больше любви и сострадания, чем в проповедях христианских миссионеров, работающих на Цейлоне. Третьим пунктом его выступлений было утверждение, что буддизм — это религия оптимизма и активности, но ни в коем случае не пессимизма и бездеятельности.

### Кристмас Хамфрис
В 1924 году в Лондоне Кристмас Хамфрис основал Буддийскую Ложу Теософского Общества. По мнению Хамфриса, в своей основе теософия и буддизм идентичны. Единая жизнь после множества воплощений возвращается в Непроявленное. Все отдельные сознания нереальны в сравнении с «Я», которое есть отражение Абсолюта. Карма и реинкарнация — базовые законы. Путь — посредством самопросветления, с Нирваной в итоге. Таким образом, писал Хамфрис, различие между теософией и буддизмом — исключительно в акцентах.
Благодаря миссионерским усилиям Анагарики Дхармапалы, в 1926 году британские буддисты основали своё отделение Общества Махабодхи. Тогда же Буддийская Ложа была преобразована в британское Буддийское Общество, президентом которого стал Кристмас Хамфрис. Хамфрис был неутомимым мирским буддистом как лектор, публицист, писатель и организатор. Он был автором и/или редактором «The Buddhist Lodge Monthly Bulletin», «Buddhism in England», «The Middle Way» и «The Theosophical Review».

### Уоттс и Конзе
Британский философ и буддийский автор Алан Уоттс пятнадцатилетним подростком стал членом Буддийской Ложи Теософского Общества в Лондоне. Его первая книга «The Spirit of Zen» вышла, когда ему было 19 лет.
Активным членом Общества был также Эдвард Конзе, ставший впоследствии знаменитым буддологом.

### Д. Судзуки и Б. Судзуки
Известный буддийский философ и популяризатор дзэн Дайсэцу Судзуки и его жена Беатрис Судзуки стали членами Теософского Общества в Токио в 1920 году. Список членов Общества, посланный в Адьяр 12 мая 1920 года, содержал двадцать одно имя, в том числе Д. Судзуки и Б. Судзуки. После переезда в Киото в 1924 году супруги Судзуки сформировали новое отделение Теософского Общества, которое было названо Ложей Махаяны. Большую часть членов Ложи составляли профессора университетов. В 1937 году Ч. Джинараджадаса (будущий президент Теософского Общества) прочитал в Токио две лекции, которые доктор Судзуки перевёл на японский язык.

### Эванс-Вентц и Давид-Неэль
Американский теософ Уолтер Эванс-Вентц наиболее известен как редактор перевода «Тибетской Книги мёртвых», выполненного
К. Д. Самдубом и опубликованного в 1927 году. Несмотря на критические замечания, которым подвергался этот перевод, можно сказать, что впервые была проделана такая большая работа для ознакомления западной аудитории с тибетскими текстами.
Исследовательница Тибета буддистка Александра Давид-Неэль присоединилась к Теософскому Обществу, когда была в Адьяре.

## Исследование теософских текстов
По мнению буддологов Дэвида Рейгла и Ричарда Тейлора, и сама Е. П. Блаватская, и её непосредственные учителя-махатмы, и учитель её учителей были буддистами по вере и лексике, прочно связанные отношениями «ученик-учитель». Блаватская часто прибегает в своих работах к ссылкам на буддизм, в особенности, на учения Махаяны, в то время как в «Письмах махатм» (1923) буддизм присутствует фактически на каждой странице, и это сразу видно по частому использованию специфической терминологии из санскрита, пали, тибетского, китайского и монгольского языков.

### Письма махатм
К. Хамфрис писал: «Наши теософские знания получены от двух Учителей, подготовивших Е. П. Блаватскую для её миссии в мире. Позднее эти знания стали доступными после публикации в 1923 году „Писем махатм А. П. Синнетту“». Хамфрис отметил, что оба основателя Теософского Общества стали буддистами, и что самое важное: «Два Учителя, инициировавшие теософское движение, заявили, что их Великий Руководитель учил Нирване и Закону (Дхарме), а их непосредственный Учитель, махачохан, говорил о Гаутаме Будде как о воплощённом духе абсолютного самопожертвования и человеколюбия на этой земле печали». Продолжая разговор о Будде, Хамфрис неоднократно цитирует Учителя Кут Хуми:
- «Наш великий Будда — покровитель всех адептов, реформатор и законодатель оккультной системы»[61][62].
- «В наших храмах не поклоняются ни Богу, ни богам, но только трижды священной памяти высочайшего и святейшего человека, какой когда-либо жил»[63][64].

По мнению Хамфриса, те, кто называют себя теософами или буддистами, должны учиться сами и учить других, пользуясь «величайшими сокровищами мудрости», находящимися в их распоряжении.

### «Тайная доктрина»
Гарри Олдмедоу писал, что вторая большая книга Блаватской «Тайная доктрина» содержит элементы ваджраяны, нередко объединённые с идеями из веданты. Он отметил: «Лама К. Д. Самдуб был достаточно информирован, чтобы утверждать, что описания бардо в трудах Е. П. Блаватской подтверждают её заявления, что она была посвящена в сокровенные учения тибетского буддизма. Это не менее авторитетно, чем утверждение Д. Т. Судзуки о том, что её понимание буддийского учения в „Голосе Безмолвия“ указывает на её посвящение в сокровенные разделы учения махаяны».
К. Хамфрис в автобиографии дал высокую оценку «Тайной доктрине» Блаватской. В своё время он опубликовал конспект этой книги.
Исследования по идентификации упоминаемых в «Тайной доктрине» книг Киу-Те, составляющих, как оказалось, вместе с «Книгой Дзиан» тантрический раздел Тибетского буддийского канона, были проведены тибетологом Дэвидом Рейглом.

### «Голос Безмолвия»
О книге «Голос Безмолвия», которую Блаватская называла переводом с тайного языка сензар, Д. Судзуки сказал: «Здесь настоящий буддизм махаяны». Антология Хамфриса «The Wisdom of Buddhism» содержит лишь пять трудов, относящихся к Тибету, и последним и наиболее объёмным является обширный фрагмент из «Голоса Безмолвия». По словам Эванс-Вентца, лама К. Д. Самдуб считал, что, вопреки критике в адрес трудов Е. П. Блаватской, она, очевидно, была знакома с учением высшего ламаизма, в которое, по её утверждениям, она была посвящена.
Хамфрис утверждал, что теософы и буддисты Запада, часто вышедшие из других конфессий, имеют много общего: «Это и „Голос Безмолвия“ — безусловно буддийская работа, как написал мне с Цейлона Анагарика Дхармапала, а Далай-лама много позже отметил это же на моём экземпляре книги, и „Буддийский катехизис“ полковника Олкотта».
Арнольд Калнитски в своей работе о теософском движении писал, что утверждение Е. П. Блаватской о её физическом пребывании и жизни в Тибете в течение длительного времени подвергалось сомнению, однако содержание её книги «отражает истинные переживания буддиста», даже если не признавать её как созданную на основе подлинного буддийского источника.

### «Эзотерический буддизм»
По мнению тибетолога Дональда Лопеза, у автора книги «Эзотерический буддизм» А. П. Синнетта был более широкий взгляд на основателя буддизма, чем у западных востоковедов и буддологов. Для него Будда — лишь один в ряду адептов, являвшихся на протяжении столетий. Следующим его воплощением, которое произошло примерно через шестьдесят лет после смерти Гаутамы, был Шанкара, великий философ веданты. Синнетт пишет, что это утверждение крайне абсурдно для «непосвящённых», знающих, что Шанкара родился через более чем тысячу лет после смерти Будды и был враждебно настроен в отношении буддизма. Он сообщает, что Будда появился как Шанкара, «чтобы заполнить несколько пробелов и исправить некоторые ошибки в своём собственном предыдущем учении». Дело в том, что Будда изменил практику ранних адептов, открыв путь к посвящению всем кастам. Несмотря на благие намерения, это привело к деградации оккультных знаний, когда они попадали в руки недостойных. Таким образом, возникла необходимость в дальнейшем «избирать претендентов только из того общественного класса, который, в силу имеющихся у него наследственных преимуществ, был лучше всех подготовлен для воспитания подходящих кандидатов».
Альфред Перси Синнетт утверждает, что к XIV веку в Тибете образовалось братство адептов, и следующим после Шанкары воплощением Будды стал тибетский реформатор Цонкапа.

## Критика «теософобуддизма»
В 1887 году В. В. Лесевич писал, что «нью-йоркское теософическое общество» считает себя обладающим какими-то «таинственными познаниями», будто бы сохранившимися с древнейших времён у некоторых «буддийских духовных лиц». Крайне любопытным документом, как он выразился, «этого таинственного буддизма» является составленный Олкоттом «катехизис», в котором тот изложил основы «теософобуддийского учения». Лесевич считал, что он расставил точки над «и» в данном вопросе, сделав следующее замечание: «Какого рода публику могут они [теософы] уловлять, здесь можно видеть из остроумного разоблачения шарлатанских приёмов г-жи Блавацкой, взявшейся толковать о философии Платона и наболтавшей целую уйму всевозможной галиматьи».
В 1890 году В. С. Соловьёв писал, что книга Блаватской «Ключ к теософии», так же как и другие произведения её и её единомышленников, «представляет буддизм с новой стороны, которую в нём едва ли кто прежде подозревал — а именно, как религию, хотя и без твёрдых догматов, но с очень определённой и, в сущности, исключительной тенденцией к самообожествлению человека». В 1892 году Соловьёв, как бы подводя итоги деятельности Блаватской, сделал вывод, что она в своих книгах «Разоблачённая Изида», «Тайная доктрина» и «Ключ к теософии» пыталась «в три приёма» изложить суть эзотерического буддизма:

Первое из этих сочинений изобилует именами, выписками и цитатами. Хотя большая часть этого материала взята, очевидно, не из первых источников, однако нельзя отказать автору в обширной начитанности. Зато систематичность и последовательность мышления отсутствуют вполне. Более смутной и бессвязной книги я не читал во всю свою жизнь. И главное, здесь не видно прямодушного убеждения, нет отчётливой постановки вопросов и добросовестного их разрешения. <…> На чём же, однако, основана эта антирелигиозная, антифилософская и антинаучная доктрина? Единственно на предположении о существовании какой-то тайной мудрости, крупицы которой находятся у мистиков всех времён и народов, но которая в целости хранится каким-то за-гималайским братством, члены которого живут по тысяче лет и более, могут, не выходя из своей кельи, действовать на любой точке земного шара и т. п. Вовсе не отрицая, безусловно, возможности подобных вещей, мы полагаем, что учение, которое принимает их действительность как свой исходный пункт, которое основывается на каком-то предполагаемом, голословно утверждаемом секрете, — за который никто и ничто не ручается, — никак не может быть признано искренним и серьёзным учением.

В 1893 году Макс Мюллер отметил:

Невозможно изучить буддизм без предварительного освоения санскрита и пали, иначе не прочесть канонические книги и даже не записать названия правильно. Мадам Блаватская не сделала это, хотя у неё было достаточно способностей, чтобы изучить санскрит или пали. Но даже её информаторы, видимо, были почти полностью невежественны в этих языках, или, возможно, они пользовались её доверчивостью самым бесстыдным образом.

В 1921 году Рене Генон писал, что теософы представляют «махатм» как наследников архатов первоначального буддизма, не имея об этом какой-либо существенной информации, однако эти недостоверные представления используются ими, чтобы приписывать
своим «учителям» некоторые качества архатов. Далее он отметил, что «теософизм представляет собой дикую смесь неоплатонизма, гностицизма,
каббалы, герметизма и оккультизма» и что именно эта «пёстрая мешанина» была названа «эзотерическим буддизмом», который к настоящему буддизму имеет «весьма отдалённое отношение». Существование в буддизме тайного, или эзотерического, учения не признаётся ортодоксальными буддистами. Так Рис-Дэвидс писал:

«Теперь я хочу сказать ещё несколько слов о теософии, хотя бы ради того, что одна из книг об этом широко распространённом и любопытном учении была названа „Эзотерическим буддизмом“. Для меня так и осталось загадкою, почему автор её выбрал это странное название для своего сочинения, тем более, что книга не касается ничего эзотерического и не подходит под название „буддизм“. Настоящий буддизм был враждебен всему эзотерическому».
Гарри Олдмедоу был уверен в том, что «вопреки легенде, сочинённой самой Блаватской и распространяемой её многочисленными агиографами», она никогда не была в Тибете. Её заявления, что она получила свои знания от «гималайских махатм, являющихся членами своего рода братства, проживающих в отдалённой области Тибета и обладающих доступом к неким источникам тайной мудрости, нельзя рассматривать серьёзно».
В 2015 году Удитха Девапрайя писал, что Олкотт составил свой «Буддийский катехизис» по образу и подобию католического катехизиса, после чего учредил буддийские школы, учебные программы которых копировали по форме программы христианских миссионеров. В результате всё вернулось к тем порядкам, с которыми он боролся, таким образом, буддизм, «основанный» Олкоттом, не был истинным буддизмом.
Тибетолог Дональд Лопез безапелляционно охарактеризовал теософа Уолтера Эванс-Вентца как «великого коллекционера текстов, написанных на языках, которые он никогда не изучал».

## Комментарии
1. ↑  Одновременно с Олкоттом и Блаватской перешёл в буддизм активный член Теософского Общества, работавший в его штаб-квартире (и отказавшийся от касты браминов), Дамодар К. Маваланкар[3].
2. ↑  Блаватская называла своих таинственных учителей «эзотерическими буддистами»[4].
3. ↑  Блаватская утверждала, что до её приезда в Америку она семь лет обучалась в Тибете у махатм, и что затем она поддерживала с ними телепатическую связь, в особенности, с Учителями Кут Хуми и Мориа — иногда через сны и видения, но чаще всего, с помощью писем, которые материализовывались в шкафу в её комнате, или же она записывала их сама посредством автоматического письма[5][6].
4. ↑  Олкотт стал энергичным сторонником буддизма и защитником ланкийских буддистов[9].
5. ↑  «In 1880 there were only two schools in Ceylon managed by the Buddhists.  Due to the efforts of Olcott the number rose to 205 schools and three colleges in 1907, the year he passed away»[3].
6. ↑  Благодаря Блаватской и Олкотту, Дон Дэвид был в 1880 году открыт миру, и он присоединился к усилиям Олкотта по возрождению буддизма на Цейлоне[12][13].
7. ↑  Аналогично Олкотт считается ведущей фигурой в современной истории ланкийского буддизма[1][16].
8. ↑  Предварительно Дэвид получил разрешение у своего отца. Но в день отъезда отец передумал, потому что ему приснился плохой сон. Ситуацию разрешила Блаватская: она сказала отцу, что если Дэвиду не разрешат уехать, он умрёт. «Дон Дэвид сиял от счастья, когда Блаватская вела его за руку по сходням»[19].
9. ↑  «Малый буддийский катехизис» был одобрен и рекомендован для обучения детей буддистов Хиккадуве Сумангалой. Издан в двух частях в 1889 году. Переведён на сингальский Анагарикой Дхармапалой[25].
10. ↑  Говоря о себе, Джинараджадаса отметил: «Я — буддист по рождению, но, прежде всего, я — теософ, и только потом — буддист»[28].
11. ↑  23 июня 1886 года Блаватская написала Ледбитеру письмо, в котором были строки, касающиеся ланкийских буддистов: «Моя любовь и благословения Дону Дэвиду и всем собратьям. Салямы с моим величайшим почтением — первосвященнику преподобному Сумангале. Просите у него для меня благословения»[29].
12. ↑  «Теософия, оккультизм и буддизм причудливо переплелись в личности Кристмаса Хамфриса»[33].
13. ↑  «Теософия есть концентрированная мудрость человечества»[35].
14. ↑  Хамфрис познакомился с Аланом Уоттсом в начале 30-х. Он был в восторге от его книги «The Spirit of Zen», которую Уоттс написал в 19 лет[37].
15. ↑  Эдвард Конзе оставался теософом на протяжении всей своей жизни[42].
16. ↑  Один из самых знаменитых буддологов XX века Эдвард Конзе был теософом[38].
17. ↑  Эванс-Вентц был сторонником теософской версии реинкарнации, изложенной А. П. Синнеттом в «Эзотерическом буддизме» и затем подробно описанной Е. П. Блавтской в «Тайной доктрине»[42].
18. ↑  Читая предисловие, написанное Эванс-Вентцем в 1927 году, не следует забывать о его отношении к теософии: «Тайная доктрина» Блаватской всегда оставалась для него «священной» книгой[49].
19. ↑  «Эванс-Вентц с энтузиазмом пытался проникнуть умом в неведомый мир Тибета и донести верования тибетских буддистов до неверующего и всё более погрязающего в материализме Запада».[50]
20. ↑  Хамфриса очень интересовали «Письма махатм А. П. Синнетту»[57].
21. ↑  Согласно утверждению Ч. Джинараджадасы, Учитель Кут Хуми — высокий сановник секты тибетского буддизма «кутхумпа»[60].
22. ↑  «Blavatsky's Buddhist-influenced book The Secret Doctrine remains influential as a spiritual text and in print after more than a century»[66].
23. ↑  Две наиболее значительные работы Блаватской — это «Тайная доктрина» и «Голос Безмолвия»[2].
24. ↑  Esoteric Buddhism, 1895, p. 220.[71]
25. ↑  Esoteric Buddhism, 1895, p. 221.[71]
26. ↑  Тем не менее, К. Хамфрис писал, что учение Будды не возникло из ничего, но было «выражением определённой части Гупта-видьи, „концентрированной мудрости древних“, предвосхитившей все известные религии».[79]

«Gupta-vidya (Sanskrit) Gupta-vidyā [from gupta from the verbal root gup to conceal, preserve + vidyā knowledge, wisdom] Secret knowledge, secret wisdom; the source of all religions and philosophies known to the world: theosophy, the ancient wisdom-religion, the esoteric philosophy».[80]
27. ↑  Синнетт получал наставления у тибетских Учителей, а Рис-Дэвидс считал «ламаизм религиею не только отличною от буддизма», но и находящеюся в его время «в антагонизме с учением и учреждениями первобытного буддизма».[81]
28. ↑  «Несмотря на полученную в Оксфорде академическую подготовку, Эванс-Вентц, судя по его склонности излишне доверять литературным источникам теософского толка, производит впечатление довольно простодушного человека».[50]

### Научные публикации
- Bowden H. W. Dictionary of American Religious Biography. — Second edition. — Westport, Ct: Greenwood Press, 1993. — 686 p. — ISBN 0313278253.
- Burgan M. Buddhist Faith in America / Melton J. G., ed. — New York: Infobase Publishing, 2009. — 112 p. — (Faith in America). — ISBN 9781438102511.
- Buswell R. E., Lopez D. S. The Princeton Dictionary of Buddhism. — Princeton: Princeton University Press, 2013. — 1304 p. — ISBN 9781400848058.
- Guenon Rene. Le Theosophisme: Histoire d'une Pseudo-Religion. — Paris: Nouvelle Librairie Nationale, 1921. — 310 p.
- Hurst Jane. Buddhism in America // America's Alternative Religions / Под ред. Timothy Miller. — Albany, New York: SUNY Press, 1995. — P. 161—172. — 474 p. — (SUNY series in religious studies). — ISBN 9780791423974.
- Kalnitsky Arnold. The Theosophical Movement of the Nineteenth Century: The Legitimation of the Disputable and the Entrenchment of the Disreputable. — Pretoria: University of South Africa, 2003. — 443 p.
- Keown Damien, Prebish Charles S. Encyclopedia of Buddhism / Keown D., ed., Prebish C., ed.. — London: Routledge, 2013. — 952 p. — ISBN 9781136985881.
- Lopez Donald S. Buddhism and Science: A Guide for the Perplexed. — Reprint. — Chicago: University of Chicago Press, 2008. — 278 p. — (Buddhism and Modernity). — ISBN 9780226493121.
- Lopez Donald S. Prisoners of Shangri-La: Tibetan Buddhism and the West. — Reprint. — Chicago: University of Chicago Press, 1999. — 283 p. — (Tibetan Buddhism and the West). — ISBN 9780226493114.
- Lopez Donald S. "The Tibetan Book of the Dead": A Biography. — Princeton: Princeton University Press, 2011. — 192 p. — (Lives of Great Religious Books). — ISBN 9781400838042.
- Melton J. G. Encyclopedic Handbook of Cults in America. — First published in 1992. — New York: Routledge, 2014. — 424 p. — ISBN 9781135539986.
- Melton J. G. et al. New Age Encyclopedia. — Gale Research, 1990.
- Müller M. Esoteric Buddhism (англ.) // The Nineteenth Century: a monthly review : журнал. — 1893. — Vol. 33. — P. 767—788. — ISSN 2043-5290.
- Obeyesekera G. Colonel Olcott’s reforms of the 19th Century and their Cultural Significance (англ.) // Aryasangha : сайт. — Colombo, 1992.
- Oldmeadow H. Journeys East: 20th Century Western Encounters with Eastern Religious Traditions. — Bloomington: World Wisdom, Inc, 2004. — 505 p. — (The library of perennial philosophy). — ISBN 9780941532570.
- Prebish Charles S., Tanaka Kenneth K. The Faces of Buddhism in America. — Berkeley: University of California Press, 1998. — 370 p. — ISBN 9780520213012.
- Prothero S. Henry Steel Olcott (1832—1907) and the Construction of "Protestant Buddhism". — Harvard University, 1990. — 644 p.
- Prothero S. The White Buddhist: Henry Steel Olcott and the Sinhalese Buddhist Revival // The white Buddhist: the Asian odyssey of Henry Steel Olcott. — Bloomington: Indiana University Press, 1996. — 242 p. — (Religion in North America). — ISBN 9780585109503.
- Reigle David. Theosophy and Buddhism (англ.) // Fohat : журнал. — 2000. — P. 14—17, 22—23.
- Reigle David. The Books of Kiu-te, or, The Tibetan Buddhist tantras. — San Diego: Wizards Bookshelf, 1983. — 68 p. — (Secret doctrine reference series). — ISBN 0913510491.
- Reigle D., Reigle N. Blavatsky's Secret Books: Twenty Years' Research. — San Diego: Wizards Bookshelf, 1999. — 181 p. — ISBN 9780913510766.
- Reynolds J. M. Self-Liberation Through Seeing With Naked Awareness. — Barrytown, New York: Station Hill Press, 1989. — 170 p. — ISBN 9780882680583.
- Taylor R. P. Blavatsky and buddhism. — Berkeley: University of California, 1999.
- Tillett G. J. Charles Webster Leadbeater (1854—1934), a biographical study. — Sydney: University of Sydney, 1986. — 1169 p.
- Wimalawansa S. Revival of Buddhism in Asia: Legacy of Colonel Henry Steel Olcott. — Karunaratne & Sons, 2011. — 84 p. — ISBN 9789559098911.

на русском языке
- Венгерова З. А., Соловьёв В. С. Блаватская Елена Петровна // Критико-биографический словарь русских писателей и учёных. — СПб.: Семёновская Типо-литография, 1892. — Т. 3. — С. 301—319. — 496 с.
- Лесевич В. В. Новейшие движения в буддизме, поддерживаемые и распространяемые европейцами // Русская мысль : журнал. — 1887. — Т. 8. — С. 1—17.
- Пахомов С. В. Судзуки: буддист и буддолог // Основные принципы буддизма махаяны / Пер. с англ. С. В. Пахомова. — Санкт-Петербург: Наука, 2002. — С. 362—380. — 382 с. — ISBN 5-02-026180-7.
- Рис-Дэвидс Т. В. Буддизм / пер. с англ. О. П. Семёновой под ред. С. Ф. Ольденбурга. — СПб.: Контора изданий О. Н. Поповой, 1899. — 122 с.
- Соловьёв В. С. Рецензия на книгу Е. П. Блаватской «The Key to Theosophy» // Русское обозрение : журнал. — 1890. — № 8.
- Уланов М. С. К вопросу о начале распространения буддизма на Западе // Современные научные исследования и инновации : журнал. — 2013. — № 11. — ISSN 2223-4888.

### Прочие публикации
- Algeo Adele S. Beatrice Lane Suzuki: An American Theosophist in Japan (англ.) // Quest : журнал. — 2007. — Vol. 95. — P. 13—17.
- Barker A. T. The Mahatma Letters to A. P. Sinnett from the Mahatmas M. & K.H. / A. T. Barker, ed. — New York: Frederick A. Stokes Company Publishers, 1924. — 492 p.
- Devapriya Uditha. Colonel Olcott: Under Eastern Eyes (англ.) // Colombo Telegraph : сайт. — 2015.
- Epasinghe Premasara. Anagarika Dharmapala – a noble son of Sri Lanka (англ.) // Sunday Observer : газета. — 2011. Архивировано из оригинала 25 июня 2016 года.
- Guruge A. Free at Last in Paradise. — AuthorHouse, 1998. — 716 p. — ISBN 9781585001361.
- Humphreys C. Exploring Buddhism. — Reprint. First published in 1974. — London: Routledge, 2012. — 196 p. — (Routledge Revivals). — ISBN 9781136228773.
- Humphreys C. Studies in the Middle Way. — Corrected edition. — London: Routledge, 2013. — 176 p. — ISBN 9781136772658.
- Jinarajadasa C. Buddha and His Message. — Adyar: Theosophical Publishing House, 1948. — 30 p. — (Adyar Pamphlets).
- Jinarajadasa C. K. H. Letters to C. W. Leadbeater. — Reprint. Originally published in 1941. — Whitefish, MT: Kessinger Publishing, 2010. — 122 p. — ISBN 1162578084.
- Rice Earle. Alexandra David-Neel: Explorer at the Roof of the World. — Infobase Publishing, 2004. — ISBN 9781438123967.
- Sangharakshita. Anagarika Dharmapala. — Lulu.com, 2013. — 181 p. — ISBN 9781291430714.
- Henry Steel Olcott (англ.) // The Theosophical Society, Adyar : сайт. — 2010.
- Col.  Henry Steel Olcott: the great name in Buddhist History (англ.) // Daily News : газета. — 2009. Архивировано из оригинала 18 февраля 2009 года.
- Encyclopedic Theosophical Glossary. — Theosophical University Press, 1999. — ISBN 978-1-55700-141-2.